# یواس‌اس باکی (ای‌ان-۱۳)
یواس‌اس باکی (ای‌ان-۱۳) (به انگلیسی: USS Buckeye (AN-13)) یک کشتی است که طول آن 163' 2" می‌باشد. این کشتی در سال ۱۹۴۱ ساخته شد.